# Bobby Shmurda
Bobby Shmurda, właśc. Ackquille Jean Pollard (ur. 4 sierpnia 1994 w Miami) – amerykański raper, autor tekstów i przestępca. Podpisał kontrakt z Epic Records po tym, jak jego piosenka „Hot Nigga” osiągnęła szóste miejsce na liście Billboard Hot 100 w 2014 roku. Jego debiutancka EP, Shmurda She Wrote, została wydana 10 listopada 2014 roku.
W dniu 18 grudnia 2014 r. policja z Nowego Jorku aresztowała Shmurdę, został oskarżony o spisek w celu morderstwa, posiadanie broni oraz stwarzanie lekkomyślnego zagrożenia. W 2016 roku przyznał się do winy i został skazany na siedem lat więzienia, wyrok po uznaniu za dwa lata, które już odbył w oczekiwaniu na proces, został zredukowany do pięciu lat. Po sześciu latach więzienia Shmurda został zwolniony z zakładu karnego w Clinton 23 lutego 2021 roku.
W 2018 roku Shmurda wystąpił w piosence 6ix9ine’a „Stoopid”, która zadebiutowała na 25. miejscu na liście Billboard Hot 100. On i Rowdy Rebel są uważani za pionierów muzyki drill z Brooklynu.

## Wczesne życie
Bobby Shmurda urodził się w Miami na Florydzie. Jego matka jest Afroamerykanką, a ojciec jest Jamajczykiem. Razem z matką przenieśli się do East Flatbush, kiedy jego ojciec trafił do więzienia. Shmurda zetknął się z prawem, mieszkając na Brooklynie, spędził piętnaście miesięcy w areszcie za naruszenie warunków zawieszenia oraz został aresztowany pod zarzutem posiadania broni, zarzut później wycofano. Zgodnie z aktem oskarżenia z 2014 r. Shmurda był przywódcą przestępczego przedsiębiorstwa o nazwie „GS9”, które regularnie wchodziło w spory z gangami przestępczymi, było odpowiedzialne za morderstwa i strzelaniny oraz zajmowało się handlem narkotykami wzdłuż Kings Highway i East Flatbush.

## Kariera
Pierwszą piosenką, którą zremiksował, była „Knuck If You Buck” rapera Crime Mob, jednak nie zwróciła na niego uwagi aż do 2014 roku, kiedy to wydał piosenkę „Hot Nigga”. Piosenka wykorzystuje instrumentalny utwór Lloyda Banksa z 2012 roku „Jackpot”. Piosenka i towarzyszący jej teledysk, po umieszczeniu ich na YouTube wiosną 2014 roku stały się viralem. „Taniec Shmoney”, który Shmurda wykonuje w teledysku, szybko stał się internetowym memem oraz stał się bardzo popularny w aplikacji Vine; taniec został również zatańczony przez Beyoncé i Jay-Z podczas ich trasy koncertowej On the Run Tour oraz przez kanadyjskiego rapera Drake’a podczas goszczenia na gali 2014 ESPY Awards. Wielu raperów stworzyło freestyle pod wersje instrumentalną piosenki, w tym Juicy J, French Montana, Lil 'Kim, Gunplay, i T.I. Po sukcesie piosenki, Shmurda podpisał kontrakt z Epic Records. Piosenka znalazła się na szczycie listy piosenek Hot R & B / Hip-Hop i osiągnęła 6. miejsce na liście Billboard Hot 100, ostatecznie otrzymując platynę od Recording Industry Association of America. Teledysk uzyskał ponad 680 milionów wyświetleń na YouTube. Oficjalny remiks piosenki – z gościnnymi wokalami takich artystów jak: Fabolous, Chris Brown, Jadakiss, Rowdy Rebel, Busta Rhymes i Yo Gotti – został wydany 4 września 2014 roku. Remiks piosenki w wersji reggae został również wydany w sierpniu 2014 roku, w którym wystąpili gościnnie Junior Reid, Mavado, Popcaan i Jah X. Shmurda stał się również znany ze swojej piosenki „Bobby Bitch”, która zadebiutowała na 92. miejscu listy Billboard Hot 100. Jego debiutancka EP, Shmurda She Wrote, została wydana 10 listopada 2014 roku.
Debiutancki album studyjny Shmurdy miał zostać wydany w 2016 roku, a jego producentem wykonawczym miał być Jahlil Beats. Został on jednak odroczony z powodu pobytu Shmurdy w więzieniu.
Shmurda wykonał freestyle dla rapera Meek Mill’a w lutym 2017 roku. Jak sam twierdzi, w więzieniu nadal piszę muzykę.
Podczas pobytu w więzieniu wystąpił na singlu rapera 6ix9ine’a „Stoopid”, wydanym 5 października 2018 r., swoje zwrotki wykonał przez telefon więzienny. Shmurda po raz pierwszy po opuszczeniu więzienia w 2021 r. pojawił się publicznie na koncercie na Rolling Loud Festival w Miami na Florydzie w piątek, 23 lipca 2021 r.
3 września 2021 Shmurda wydał swój pierwszy singel od czasu wyjścia na wolność; „No Time for Sleep (Freestyle)”. 21 grudnia wydał singel „Shmoney” wraz z Quavo i Rowdy Rebel.
5 sierpnia 2022 r. Shmurda wydał EP; Bodboy. 29 października ukazał się jego wspólny mixtape; SHMURDAGOTCASH wraz z raperem lougotcash.

## Problemy prawne
3 czerwca 2014 r. Shmurda został aresztowany i oskarżony o posiadanie broni. Policja twierdzi, że widzieli, jak strzela pistoletem w mieszkaniu, a kiedy poszli to zbadać, próbował ukryć broń w kanapie. Został zwolniony za kaucją w wysokości 10 000 dolarów. W dniu 17 grudnia 2014 r. Policja aresztowała Shmurdę i 14 innych ludzi, w tym jego brata Javese’a i kolegę z wytwórni GS9 Rowdy Rebel’a. Policja oskarżyła Shmurdę o spisek w celu popełnienia morderstwa, stwarzanie lekkomyślnego zagrożenia oraz posiadanie narkotyków i broni; oskarżenia przeciwko pozostałym obejmowały morderstwo, usiłowanie zabójstwa, napad i handel narkotykami. Shmurda przyznał się do winy i został zatrzymany za kaucją w wysokości 2 milionów dolarów. Policja powiedziała, że prowadzi śledztwo w sprawie morderstwa i strzelania w miejscach publicznych na długo przed tym, jak Shmurda zyskał sławę. Policja twierdzi, że Shmurda był „siłą napędową” gangu znanego jako GS9 (co oznacza „Grimey Shooters”, „Gun Squad” lub „G Stone Crips.”), GS9 zajmowało się handlem narkotykami oraz toczyło śmiertelne bitwy z rywalizującymi gangami o terytorium. Groził mu wyrok od 8 do 25 lat pozbawienia wolności.
James Essig, szef jednostki NYPD, która dokonała aresztowań członków grupy GS9, powiedział, że piosenki i teledyski Shmurdy były „prawie jak prawdziwy dowód tego, co robili na ulicach”. W swojej piosence „Hot Nigga” Shmurda rapował, że „Sprzedaję crack od piątej klasy”, ponieważ „Ja Ja mnie nauczył”; Shmurda również rapował o przeszłych i przyszłych morderstwach swojej ekipy. Shmurda zapewnił w kilku wywiadach, że jego teksty przedstawiają jego prawdziwe życie, chociaż Sąd Najwyższy w New Jersey niedawno orzekł, że teksty piosenek nie mogą być odczytywane na rozprawie jako dowód, chyba że mają „silny związek” z konkretnym przestępstwem. W czasie pobytu w więzieniu Shmurda był zamieszany w walkę związaną z gangami Bloods i Crips.
Między końcem czerwca a początkiem lipca 2015 r. Raper wraz ze swoją byłą dziewczyną zostali złapani przez funkcjonariuszy, jego dziewczyna przemycała dla niego nóż do więzienia na Rikers Island. Oboje zostali oskarżeni o dwa zarzuty przemytu, co może skutkować dodatkowym siedmioletnim wyrokiem. Shmurda pojawił się w Sądzie Najwyższym w Bronxie, aby stawić czoła zarzutom przemytu noża do więzienia oprócz tego groziło mu 25 lat za poprzedni zarzut pod koniec 2014 r. On i jego była dziewczyna nie przyznali się do zarzutu przemytu, ale Shmurdzie nadal groził maksymalny wyrok 25 lat pozbawienia wolności za posiadanie narkotyków i broni.

### Przyznanie się do zarzutów
W dniu 2 września 2016 r., W ramach ugody, Shmurda przyznał się do jednego zarzutu konspiracji trzeciego stopnia i jednego zarzutu posiadania broni i został skazany na siedem lat więzienia. Zgodnie z umową, Shmurda nie może odwołać się od wyroku, ale zostanie mu przyznany kredyt za dwa lata odbywania kary w czasie oczekiwania na wyrok, pozostawiając mu tylko pięć lat do zakończenia kary, oraz został skazany na pięć lat w zawieszeniu. Jego prawnik Alex Spiro przewiduje, że przy dobrym zachowaniu Shmurda będzie w więzieniu tylko przez około trzy i pół roku. Na początku 2017 roku Shmurda został skazany na cztery lata więzienia za przemyt w więzieniu. Wyrok będzie obowiązywał jednocześnie z trwającym siedmioletnim wyrokiem, co oznacza, że nie grożą mu dodatkowe lata pozbawienia wolności. Shmurda ma rozprawę w sprawie zwolnienia warunkowego zaplanowaną na sierpień 2020 r., A jego warunkowe zwolnienie zaplanowano na 4 sierpnia 2020 r.

#### Pobyt w więzieniu
Shmurda został po raz pierwszy uwięziony w więzieniu na Rikers Island. Był zaangażowany w liczne incydenty podczas osadzenia w więzieniu. W maju 2015 roku Shmurda wdał się w bójkę, w której uczestniczyli członkowie ulicznych gangów Bloods i Crips. W listopadzie 2016 r. Shmurda był zamieszany w bójkę między kilkoma osadzonymi, w wyniku której stracił na nieokreślony czas prawo dostępu do telefonu oraz został wysłany do izolatki na miesiąc. W 2017 roku został przeniesiony do zakładu karnego w Clinton w północnej części stanu Nowy Jork.
Przesłuchanie Shmurdy zostało zaplanowane na 18 sierpnia 2020 r. Jednak zostało odrzucone.
Termin warunkowego zwolnienia Shmurdy został wyznaczony na 11 grudnia 2020 r. Ponieważ odmówiono mu zwolnienia warunkowego, Shmurda będzie musiał odbyć cały wyrok i zostanie zwolniony dopiero 11 grudnia 2021 r. Jednak po przeglądzie dokonanym przez Departament Więziennictwa, przywrócone zostały zasługi Shmurdy za dobre zachowanie. Instytucjonalne kwalifikują go do warunkowego zwolnienia w dniu 23 lutego 2021 roku. 23 lutego 2021 roku Shmurda opuścił więzienie po 7 latach.

## Dyskografia

### Mixtape’y
| Tytuł                              | Informacje                                                                               |
| ---------------------------------- | ---------------------------------------------------------------------------------------- |
| Shmoney Shmurda (z GS9)            | - Wydany: 8 lipca 2014 - Wytwórnia: GS9 - Format: Digital download                       |
| Shmurdaville                       | - Wydany: 14 października 2014 - Wytwórnia: GS9, Shmurdaville - Format: Digital download |
| SHMURDAGOTCASH (wraz z lougotcash) | - Wydany: 28 października, 2022 - Wytwórnia: GS9 - Format: Digital download              |

### EP
| Tytuł             | Informacje                                                                    | Pozycje na listach | Pozycje na listach | Pozycje na listach | Pozycje na listach |
| Tytuł             | Informacje                                                                    | USA                | US R&B/HH          | US Rap             |                    |
| ----------------- | ----------------------------------------------------------------------------- | ------------------ | ------------------ | ------------------ | ------------------ |
| Shmurda She Wrote | - Wydana: 10 listopada 2014 - Wytwórnia: Epic - Format: Digital download      | 79                 | 7                  | 5                  |                    |
| Bodboy            | - Wydana: 5 sierpnia 2022 - Wytwórnia: GS9, ONErpm - Format: Digital download | —                  | —                  | —                  |                    |